# Tapinopa bilineata
Tapinopa bilineata là một loài nhện trong họ Linyphiidae.
Loài này thuộc chi Tapinopa. Tapinopa bilineata được Richard C. Banks miêu tả năm 1893.